# Звездана капија
Звездана капија (енгл. Stargate) је научнофантастична франшиза започета 1994. филмом Звездана капија, који је постао велики филмски хит зарадивши скоро 200 милиона долара. Франшиза сада обухвата игране серије: Звездана капија SG-1, Звездана капија: Атлантида и Звездана капија: Универзум. Франшиза Звездана капија се проширила и у остале медије, анимирана серија Звездана капија: Бесконачност, видео-игре, романе, стрипове и др.

## Премиса
Звездана капија представља ванземљаски уређај, прстенастог облика, који ствара црвоточину омогућавајући телепортацију од једног до другог уређаја у космосу. Под контролом владе Сједињених Држава, звездана капија која је пронађена на Земљи чувана је у тајности. Ово је омогућило истоветан развој догађаја у стварном и описаном свету на Земљи, јер су информације о напредној технологији остале тајна широј јавности. Многе цивилизације са којима су се тимови (Звездане капије) сусретали у својим мисијама чешће су биле у прединдустријском периоду, него на вишем ступњу технолошког напретка, и углавном хуманоидне.
У причи, ово је објашњено уплитањем ванземаљаца у далекој прошлости Земље. Показало се да су многи митови настали под утицајем ванземаљаца који су посетили Земљу и који су сматрани боговима јер су користећи супериорнију технологију давали утисак надмоћних бића. Док неке туђинске цивилизације нису имале никакве намере, већ су претежно били пролазници, раса позната као "Гоа`улди“ користила је звездане капије за премештање својих робова из древног Египта на друге планете погодне за живот и тако је била директно одговорна за египћанску религију и културу. После једне побуне робова, они су напустили Земљу, и капија је била закопана и заборављена све до модерних времена када су је археолози пронашли. Поновна активација капије значила је приступ новим изворима знања али и опасностима, јер су Гоа`улди своју пажњу још једном усмерили ка Земљи.

## Медијска издања
| Филм                           | Датум            | Зарада                        | Зарада                        | Зарада       | Режисер       |
| Филм                           | Датум            | Сједињене Државе              | Свет                          | Укупно       | Режисер       |
| ------------------------------ | ---------------- | ----------------------------- | ----------------------------- | ------------ | ------------- |
| Звездана капија                | 5. мај 1994.     | $71.565.669                   | $125.000.000                  | $196.565.669 | Роланд Емерих |
| Звездана капија: Ковчег истине | 11. март 2008.   | $13.166.110                   | $20.354.000                   | $33.520.110  | Роберт Купер  |
| Звездана капија: Континуум     | 29. јул 2008.    | $8.055.900                    | —                             | —            | Мартин Вуд    |
| Звездана капија: Изумирање     | —                | —                             | —                             | —            | Енди Микита   |
| Звездана капија: Револуција    | —                | —                             | —                             | —            | Мартин Вуд    |
| Серија                         | Ствараоци        | Датум оригиналног приказивања | Датум оригиналног приказивања | Епизода      | Сезона        |
| Серија                         | Ствараоци        | Деби                          | Крај                          | Епизода      | Сезона        |
| Звездана капија SG-1           | Рајт, Гласнер    | 27. јул 1997.                 | 13. март 2007.                | 214          | 10            |
| Звездана капија: Бесконачност  | Луалд, Малијани  | 14. септембар 2002.           | 24. март 2003                 | 26           | 1             |
| Звездана капија: Атлантида     | Рајт, Купер      | 16. јул 2004.                 | 9. јануар 2009.               | 100          | 5             |
| Звездана капија: Универзум     | Бред Рајт, Купер | 2. октобар 2009.              | —                             | —            | —             |

## Филмови

### Звездана капија
Године 1994. снимљен је научнофантастични/акциони филм Звездана капија, режисера Роланда Емериха. Филм представља почетак франшизе. Првобитно замишљен као први од триологије филмова, креатори Роланд Емерих и Дин Девлин се окрећу стварању филма Дан независности, па тек 2006. Девлин обнавља интересовање за наставак Звездане капије. У врло кратком времену, како је МГМ имао права на франшизу, серија Звездана капија SG-1 је постигла успех без доприноса Емерика и Девлина.

#### Заплет
Филм поставља темеље за све потоње делове франшизе објашњавајући појам, функцију и историју звездане капије. Почетне сцене приказују капију у Гизи 1928. Касније, у садашњости (1994), главни лик, Данијел Џексон (Џејмс Спејдер) представљен је као неуспешни египтолог који брани необичну теорију о настанку пирамида, алудирајући на њихово ванземаљско порекло. Његове теорије заинтересују челнике америчке авијације, који од њега траже да им помогне у дешифровању хијероглифа са камења нађеног у Гизи, сада смештеног у војној бази.
Џексон успева да успешно преведе име „Звездана капија“ са камења и открива да су симболи приказани у унутрашњости прстена одговарају положају звезда, односно сазвежђима. Ови симболи налазе се у групама од седам натписа, због чега Џексон претпоставља да су првих шест ознака сазвежђа тачке у простору којима се може извести једна нова локација, а седма ознака представља тачку поласка, тренутну локацију, и тако описује међузвездано путовање. У овом тренутку он је показао да звездана капија, када је под напоном, може закључати седам симбола на своје место. До Данијеловог открића, само је шест симбола успешно закључано. Џексон је идентификовао седми симбол и маркирајући тачку порекла отворио капију.
Створио се водени вртлог унутар прстена. Послата је сонда, која је праћена на екрану. Снимак послат натраг открива атмосферу погодну за живот унутар храма на, како се чини, другој планети. Пуковнику Џеку О`Нилу је наређено да поведе тим кроз капију да би утврдили да ли постоји војна претња са друге стране. Ако претња постоји, онда да уништи капију нуклеарним бомбама да нико не би могао да путује кроз капију ка Земљи. Како капија ради само у једном смеру, Данијел Џексон постаје део О`Ниловог тима, да би дешифровао ознаке и тако омогућио тиму да се врати кући.
Са друге стране О`Нилов тим открива цивилизацију робова под службом туђинца који личи на египатског бога Ра. Он и његови богови-поданици узимају људски облик, заповедајући робовима са матичног брода, који користи пирамиду као одбојник за слетање, и неколико мањих бродова. Тим се спријатељује са људима, а Џексон не знајући бива ожењен са локалном женом. Међутим, тим заробљавају Раови поданици, који узимају и нуклеарно оружје, које Ра планира да пошаље натраг на Земљу, повећавајући његову разорну моћ сто пута. Након много борбе, О`Нилов тим успева да изазове побуну становништва, које савлађује Раове поданике а њега приморава да побегне у матични брод. Немоћан да разоружа бојеве главе, О`Нил их телепортује на матични брод, који експлодира у орбити. Пошто је Ра мртав, цивилизација може живети у миру; О`Нилов тим се враћа кући без Џексона који остаје са женом у коју се заљубио.

### DVD фимови
Звездана капија: Ковчег истине (енгл. Stargate: The Ark of Truth) је филм на DVD-у сценаристе и режисера Роберта Купера. Филм је завршетак Ори серијала Звездане капије, али се радња одвија пре четврте сезоне Звездане капије: Атлантида. Двд је пуштен у продају 11. марта 2008.
Звездана капија: Континуум (енгл. Stargate: Continuum) је други DVD филм, сценаристе Бреда Рајта и режисера Мартина Вуда. Буџет филма је био око 7 милиона долара. Филм је пуштен у продају на DVD и Блу-реј диску 29. јула 2008.

## Телевизијске серије

### Звездана капија SG-1
1997. Џонатан Гласнер и Бред Рајт развили су Звездану капију 1, телевизијску серију са намером да настави започету причу из филма Звездана капија. Иако су изабрани нови глумци, неколико улога из филма је поновљено, укључујући главне ликове Данијела Џексона (Daniel Jackson) и Џека О'Нила (Jack O'Neill). Командни центар Звездане капије је померен из фиктивног војног објекта у планини Крик, у војни комплекс планине Шајен. Остале варијације и разлике између филма и серије углавном се тичу локације планете Абидос, ванземаљца Ра и путовања кроз Звездане капије.
Приказивање серије започело је на Шоутајму (Showtime) 27. јула 1997. а премештена на канал Sci-Fi после пете сезоне. Главни глумци су били Ричард Дин Андерсон (као Џек О'Нил) и Мајкл Шанкс (као Данијел Џексон), заједно са Амандом Тапинг, Кристофером Џаџом и Доном Синклером Дејвисом који су глумили нове ликове, Саманту Картер, Теал'ка и Џорџа Хамонда. Глумачка екипа се није значајније мењала, али је Мајкл Шенкс напустио серију на крају пете сезоне, а заменио га је Корин Немек (као Џонас Квин). Шанкс се вратио на почетку седме сезоне, да би је поново напустио. На крају седме сезоне Дон Дејвис је напустио серију, а Ричард Андерсон га је заменио. У деветој сезони одлази Андерсон, а ангажована су два нова стална глумца, Бо Бриџиз и Бен Браудер. Након дебитантске епизоде у осмој сезони и након појављивања у 8. епизоди девете сезоне, Клодија Блек се појављује у сталној глумачкој екипи десете сезоне.
Продуцентска кућа МГМ је просечно трошила 1,4 милиона долара по свакој епизоди серије, и сматра је једном од својих најважнијих франшиза. Емитовање серије је престало 2007, али су два филма, Звездана капија: Ковчег истине и Звездана капија: Континуум, снимљена како би били објашњењи догађаји са краја серијала.

### Звездана капија: Бесконачност
Звездана капија: Бесконачност је америчка анимирана научнофантастична телевизијска серија аутора Ерика Луалда и Мајкла Малијанија, као наставак већ постојеће серије Зведана капија. Прича у бесконачности је смештена 30 година у будућност од догађаја у оригиналној серији и прати Гаса Бонера и његов тим.
Звездана капија: Бесконачност је премијерно емитована у септембру 2002. на Фоксу, а са емитовањем је прекинуто у јуну 2003. Серија је прекинута пре него што је решен иједан заплет приче. Серија је била нискобуџетна, што је стално навођено у медијима. DIC Entertainment је 7. октобра 2003. пустио у продају DVD са четири епизоде у региону 1 (САД и Канада). MGM Home Entertainment је 13. августа 2007. у региону 2 (Европа) пустио у продају колекцију од пет DVD дискова комплетне сезоне. Shout! Factory, компанија позната по издавању култних анимираних серија, је стекла права на серију и издала целу серију на DVD-у 13. маја 2009. у региону 1.
Писци и продуценти осталих серија и филмова из франшизе нису били укључени у прављење Бесконачности, као ни МГМ, ни производни тимови ни фанови Звезданих капија не сматрају да Бесконачност треба да буде званичан део франшизе. Према Бреду Рајту, једном од стваралаца серија Звезданих капија, анимирана серија не би требало да буде званичан део франшизе Звезданих капија. Коментаришући то, он наводи:„Немам проблем са тиме. Само нисам укључен у то.“

### Звездана капија: Атлантида
Серија Звездана капија:Атлантида прати авантуре „Експедиције Атлантида“, комбинације војних снага и цивилних научника који путују у галаксију Пегаз у потрази за изгубљеним градом Атлантидом, који је оставила раса Древни, најмоћнија која је икад постојала. Стигавши у град, експедиција открива да галаксијом влада страшан непријатељ познат као Утвара (Wraith), против кога треба да се бране, упркос томе што су Утваре много бројније.
Звездана капија: Атлантида наставља причу из серије Звездана капија. Нови филм је оригинално био намењен да повеже радње из две серије након шесте сезоне Звездане капије 1. Касније је Звездана капија 1 обновљен за седму сезону и филм је тада планира да се продужи та сезона. Коначно, када је SG-1 продужена на осму сезону, планирани филм је постала финална епизода седме сезоне од два дела названа „Изгубљени град“ и поставка Звезданих капија: Атлантида је померена у Пегаз галаксију. Ово је омогућило да две серије постоје једна поред друге у истом фиктивном свемиру, а касније су се две серије повезале. Атлантида је развијана од стране истих људи и у истим студијима као и SG-1.
Атлантида је премијерно приказана на Sci-Fi каналу 16. јула 2004, са Џоом Фланиганом и Тори Хигинсон у главним улогама. Још наступају Рејнбоу Сан Френкс, Дејвид Хјулет и Рејчел Латрел. Ликови Хјулета и Хигинсове су се већ појављивали у Звезданој капији 1 (иако је Хигинсонова наследила улогу од Џесике Стин). У другој сезони Атлантиде, Пол Макгилион и Џејсон Момоа су постали стални глумиц у серији. У четвртој сезони стиже Аманда Тапинг, која репризира улогу Саманте Картер из Звездане стазе 1, као и Џуел Стејт у споредној улози. У петој сезони Аманда Тапинг напушта серију, а замењује је Роберт Пикардо, који је репризирао улогу Ричарда Вулзија из Звездане капије 1. У лето 2008. објављено је да SciFi прекида са снимањем Атлантиде. Последња епизода је приказана 9. јануара 2009.

### Звездана капија: Универзум
Звездана капија: Универзум је трећа по реду серија из франшизе, а премијерно је приказана 2. октобра 2009. Радња серије се дешава на свемирском броду који је некад био део нерешеног експеримента Древних пре више милиона година.
Пре конфликта са Утварама (Wraith) и чак и пре него што су Атлантиду померили у галаксију Пегаз серија ће открити да су Древни послали најмање два брода: аутоматизовани брод да поставља Звездане капије кроз више галаксија у нашем свемиру, и други да га прати и истражује. Стандардна врата са адресом од седам симбола омогућавају путовање у истој галаксији. Употреба осмог симбола омогућава путовање у другу галаксију. А девети симбол ће одвести тим до овог другог брода, званог Судбина (Destiny).